# کاسپی (آستراخان)
کاسپی (به لاتین: Kaspy) یک منطقهٔ مسکونی در روسیه است که در استان آستراخان واقع شده‌است.